# Muskete Modell 1777
Mousquet Modèle 1777 (deutsch: Muskete Modell 1777) ist die Bezeichnung eines Steinschloss-Infanterie-Gewehrs (auch: Muskete), das ab 1777 für die Armee des Französischen Königreiches produziert wurde. Die Waffe wurde vor allem durch ihre Rolle als Standardgewehr der französischen Truppen während der Napoleonischen Kriege bekannt.

## Entwicklung
Die Muskete war die Weiterentwicklung einer Waffe von 1717, die durch verschiedene Verbesserungen im Modell 1777 mündete. Das Modell 1717 war die erste Muskete aus französischer Produktion, die gemäß einem Erlass vom 4. Januar 1717 nach einheitlichen Richtlinien hergestellt wurde.
Das Modell 1777 unterschied sich von seinem direkten Vorgänger durch ein einfaches Visier aus Messing, dessen Korn auf das vordere Halteband gesetzt wurde, eine geänderte Aufnahmevorrichtung für den Ladestock und ein überarbeitetes Schloss.

## Technik und Funktion
Es handelt sich um einen Vorderlader mit glattem Lauf im Kaliber 17,5 mm. Die Waffe musste vom Schützen vor jedem Schuss mit Schwarzpulver und einer Rundkugel geladen werden.
Als Munition wurden Papierpatronen an die Soldaten ausgegeben. Zum Laden der Waffe musste der Schütze das obere Ende der Patrone mitsamt der darin enthaltenen Rundkugel abbeißen. Er schüttete aus der offenen Hülse zunächst etwas Schwarzpulver in die Pulverpfanne des Batterieschlosses und verschloss die Pfanne. Das verbliebene Pulver wurde in den Lauf der Waffe geschüttet. Der Schütze schob die Rundkugel in den Lauf und stopfte das Papier als Pfropfen hinterher. Mit dem Ladestock wurde das Papier auf die Kugel und die Kugel fest auf die Pulverladung gedrückt, um diese zu verdichten. Dann konnte der Hahn aus der Laderast in die Feuerrast gespannt und die Waffe abgefeuert werden.
Jeder Soldat trug drei Ersatzfeuersteine und etwa 50 Patronen. Nach 10 bis 12 Schuss musste der Feuerstein ersetzt werden. Zur Grundausstattung der Waffe gehörte ein etwa 30 Zentimeter langes Bajonett.

## Bewertung

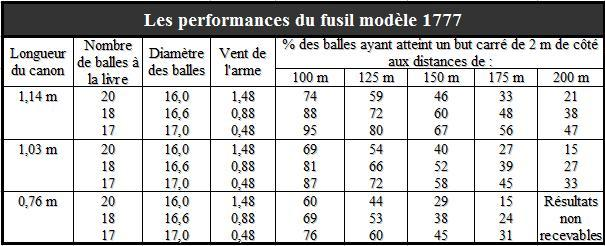
Trefferwahrscheinlichkeiten auf bestimmte Entfernungen mit dem Modell 1777 mit verschiedenen Lauflängen und Kugeldurchmessern von 16, 16,6 und 17 mm.

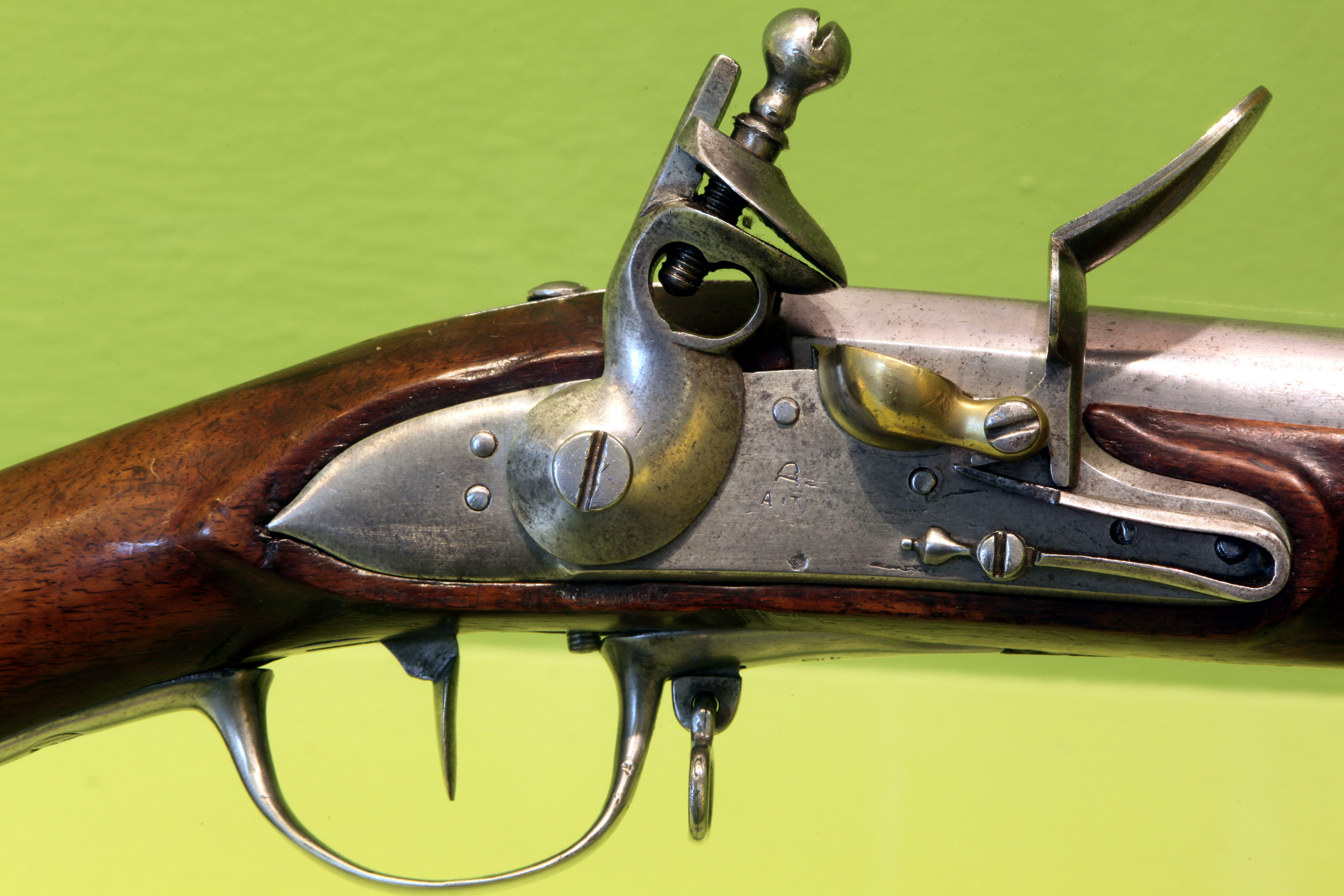
Abzug und Steinschloss einer Muskete Modell 1777.

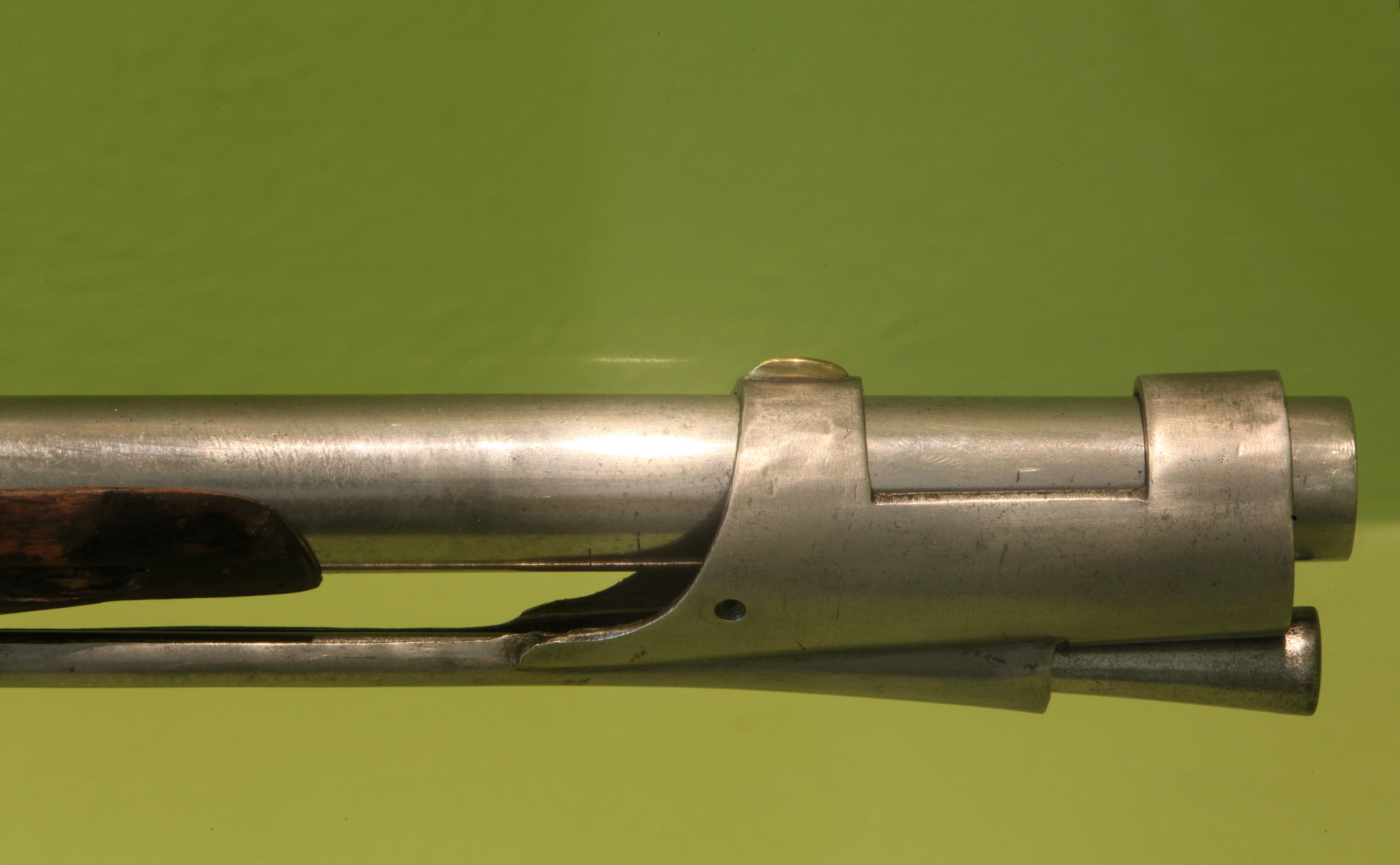
Mündung und Ladestockhalterung einer Muskete Modell 1777.

Obwohl die Waffe bereits eine Schussweite von 1.000 Metern erreichte, wird sie für Kampfentfernungen von über 100 Meter als ungeeignet beschrieben. So wurden die Soldaten in geschlossenen Formationen eingesetzt, in denen die Truppen reihenweise und gleichzeitig Salven von Rundkugeln auf ähnliche Formationen des Gegners feuerten, um die Trefferwahrscheinlichkeit zu erhöhen. Auf kurze Entfernungen wurden einem Gegner so schwere Verluste beigebracht, aber ab etwa 300 Meter war die Waffe selbst gegen große Feindformationen weitgehend ineffektiv.
Die Waffe litt unter dem verwendeten grobkörnigen Schwarzpulver, so dass sie nach etwa 50 Schüssen gründlich gereinigt werden musste. Die Konstruktion selbst war anfällig für Fehlzündungen, von denen eine auf sechs Schuss kam. Obwohl die erreichbare Kadenz eines Experten unter optimalen Bedingungen mit 5 Schuss pro Minute angegeben wird, lag sie in der Realität deutlich niedriger und fiel bei verschmutztem Lauf gar auf nur vier Schuss in drei Minuten.

## Varianten

### Lauflänge
Für Infanteristen, Dragoner, Artilleristen und Marinesoldaten gab es Varianten des Modells 1777 mit Läufen in unterschiedlicher Länge.
- Infanterie – Standardausführung mit 1510 mm Gesamtlänge
- Artillerie – Verkürzter Lauf mit einer Gesamtlänge der Waffe von 1300 mm
- Dragoner – Verkürzter Lauf mit einer Gesamtlänge der Waffe von 1460 mm, mittleres Halteband aus Eisen, die anderen aus Messing
- Marine – Wie Dragonerversion nur mit drei Messingbändern

### Modèle 1777 modifié an IX
Modèle 1777 modifié an IX (deutsch: Modell 1777 modifiziert im neunten Jahr), war eine Variante des Modell 1777, die im neunten Jahr nach revolutionärer Zeitrechnung, also zwischen 1801 und 1802, entwickelt wurde. Die Veränderungen waren jedoch minimal. Die technischen Daten werden wie folgt angegeben:
- Gesamtlänge: 1522 mm
- Lauflänge: 1137 mm
- Gewicht: 4,75 kg (ohne Bajonett)
- Kaliber: 17,5 mm
- Geschossdurchmesser: 16,5 mm